# Sphecozone niwina
Sphecozone niwina är en spindelart som först beskrevs av Chamberlin 1916.  Sphecozone niwina ingår i släktet Sphecozone och familjen täckvävarspindlar. Inga underarter finns listade i Catalogue of Life.